# Falke (Schiff, 1870)
Die Falke war ein Raddampfer der deutschen Kaiserlichen Marine. Das Schiff wurde 1870 angekauft und diente bis 1888 als Aviso.

## Geschichte
Der Dampfer entstand 1865 als Spekulationsbau auf der Werft Henderson, Coulborn & Company in Glasgow. Gedacht war er ursprünglich als möglicher Blockadebrecher für die Konföderierten Staaten, was aber durch das Ende des Sezessionskrieges scheiterte. Im Folgejahr erwarb ein Rotterdamer Reeder das Schiff. Es erhielt den Namen Heinrich Heister und lag in bis 1870 ungenutzt in Dordrecht auf. Im August 1870 konnte Korvettenkapitän Franz von Waldersee, der sich zur Tarnung als britischer Beauftragter John Smith ausgab, den Raddampfer für die Marine des Norddeutschen Bundes erwerben.
Die Marine hatte Versuche zur Einführung von Schlepptorpedos des Systems Harvey unternommen und benötigte ein dafür geeignetes Schiff. Da ein Neubau auf einer deutschen Werft zu viel Zeit in Anspruch genommen hätte und auch die deutsche Handelsmarine über kein entsprechendes Fahrzeug verfügte, wurde Waldersee mit dem Ankauf eines gebrauchten Schiffs im Ausland beauftragt. Da zu diesem Zeitpunkt bereits der Deutsch-Französische Krieg ausgebrochen war, konnte dies nur verdeckt erfolgen, um den Kauf nicht durch die Neutralitätsverletzung des Verkäuferlandes zu gefährden. Waldersee fuhr zunächst nach Großbritannien, konnte dort aber kein passendes Schiff finden. Jedoch erhielt er die Information über die in Dordrecht aufliegende Heinrich Heister, die den Forderungen der Marine entsprach. Am 25. August konnte Waldersee den Raddampfer für 12.500 Pfund kaufen.
Mit einer niederländischen Mannschaft lief das Schiff offiziell in Richtung London aus. Waldersee ließ den Kurs aber ändern und gab Delfzijl als neues Ziel an. In der Emsmündung, in deren Gewässer die Schifffahrtszeichen kriegsbedingt entfernt worden waren, traf die Heinrich Heister am 30. August auf ein Kanonenboot der Jäger-Klasse und wurde von diesem nach Emden eskortiert, nachdem Waldersee den Kommandanten des Bootes vom tatsächlichen Hintergrund seiner Fahrt unterrichtet hatte. Am 4. September wurde der Raddampfer offiziell als Kriegsschiff der norddeutschen Marine in Dienst gestellt und erhielt für die Überführung nach Wilhelmshaven provisorisch den Namen Emden. In Wilhelmshaven fand die Ausstattung des Schiffs samt seiner Armierung statt, wofür es kurzzeitig wieder außer Dienst gestellt wurde. Am 12. September wurde per Kabinettsorder der endgültige Name Falke festgelegt.
Die Falke wurde am 4. Oktober wieder in Dienst gestellt und unternahm zunächst Probefahrten. Bereits wenige Tage später ereignete sich vor Wilhelmshaven ein schwerer Unfall, bei dem die Arminius den Aviso mittschiffs rammte. Die Falke schlug leck und begann zu sinken. Sie konnte aber eingeschleppt und abgedichtet werden. Am 21. November wurde das Schiff außer Dienst gestellt. Die Reparatur der erlittenen Schäden begann erst im Januar 1871, als das damals einzige Dock in Wilhelmshaven frei wurde. Die Falke konnte somit nicht mehr im Krieg gegen Frankreich eingesetzt werden und blieb auch in den folgenden Jahren ohne Verwendung.
Erst am 19. Mai 1875 kam die Falke wieder in Dienst. Da die Marine zwischenzeitlich von der Verwendung von Schlepptorpedos abgekommen war, wurde das Schiff dem Panzer-Übungsgeschwader zugewiesen und diente diesem als Aviso und Signalwiederholer. Während einer im Rahmen der Sommermanöver stattfindenden Übung vor Saßnitz, bei der auch Kaiser Wilhelm I. anwesend war, simulierte die Falke ein feindliches Schiff, das vom Übungsgeschwader angegriffen wurde. Nach dem Ende der Manöver wurde der Raddampfer in Wilhelmshaven wieder außer Dienst gestellt.
Die Falke diente ab dem 7. Mai 1877 wieder als Aviso des Panzer-Übungsgeschwaders. Zum Geschwader gehörten zu diesem Zeitpunkt die Panzerschiffe Deutschland, Friedrich Carl, Preußen und die als Flaggschiff fungierende Kaiser. Der Ausbruch des Russisch-Osmanischen Krieges im April 1877 machte eine Entsendung eines starken Verbandes der Marine erforderlich, um deutsche Staatsangehörige und Interessen zu schützen. Zudem erbaten auch Österreich-Ungarn und Russland den deutschen Schutz für ihre Staatsbürger im Osmanischen Reich. Entsprechend verließ am 1. Juni das Übungsgeschwader die deutschen Gewässer in Richtung Mittelmeer. Die Falke blieb aufgrund eines Maschinenschadens zunächst in Bremen zurück. Die dortige AG Weser tauschte die gebrochene Exzenterstange innerhalb von 36 Stunden gegen ein neu hergestelltes, 5 t schweres Ersatzteil. Dem Raddampfer war es dadurch möglich, bereits am 3. Juni dem Übungsgeschwader zu folgen und mit diesem zehn Tage später in Gibraltar zusammenzutreffen. Es folgten Fahrten in das östliche Mittelmeer und Aufenthalte unter anderem in Port Said, Jaffa, Thessaloniki und Piräus. Da die Lage in der Türkei ruhig blieb und weitere Schiffe als Ablösung in das Mittelmeer unterwegs waren, kehrte das Übungsgeschwader ab dem 5. Oktober in die Heimat zurück. Die Falke erlitt dabei erneut einen Maschinenschaden und fuhr ab Malta allein. Sie erreichte vier Tage nach dem restlichen Geschwader am 25. Oktober Wilhelmshaven und wurde dort am 5. November außer Dienst gestellt. In der folgenden Zeit überholte die Kaiserliche Werft Wilhelmshaven die Maschinenanlage des Avisos und baute neue Dampfkessel ein.
Die Falke trat am 27. Mai 1878 wieder zum Übungsgeschwader, nachdem er bereits drei Wochen zuvor in Dienst gestellt worden war. Am 29. Mai erhielt das Geschwader trotz der nur kurzen Ausbildungszeit den Befehl, in das Mittelmeer auszulaufen. Die Falke erlitt wiederum beim Auslaufen einen Maschinenschaden und blieb bis zum 31. Mai in Wilhelmshaven zurück. Der Aviso lief anschließend Portsmouth an, wo sich das restliche Geschwader nach der Kollision zwischen der Großer Kurfürst und der König Wilhelm und dem Untergang der Großer Kurfürst im Ärmelkanal aufhielt. Mit Schiffbrüchigen an Bord erreichte die Falke am 6. Juni Wilhelmshaven. Da das Übungsgeschwader an diesem Tag wieder aufgelöst wurde, versah der Raddampfer in den nächsten Wochen den Fischereischutz in der Nordsee und wurde am 17. Juli außer Dienst gestellt.
Im Laufe des Jahres 1879 erhielt die Falke auf der Kaiserlichen Werft Wilhelmshaven eine elektrische Raumbeleuchtung, einen Scheinwerfer und einen Strommesser zur Bestimmung von Meeresströmungen. Die entsprechenden Anlagen lieferte Siemens & Halske. Die Falke war das erste Schiff der Kaiserlichen Marine mit einer derartigen Ausrüstung.
Mit dem 1. April 1879 begann für die Falke die längste ununterbrochene Indiensthaltungsperiode. Das Schiff fand fortan hauptsächlich als Tender der Marinestation der Nordsee in Wilhelmshaven Verwendung. Zwischen Mai und Juli 1879 hielt sich die Falke im Gebiet zwischen Amrum und Sylt auf, um dort Strömungsmessungen durchzuführen. Vom 26. Juli bis zum 28. August desselben Jahres brachte sie Generalfeldmarschall Friedrich Karl Nikolaus von Preußen zu einem Besuch bei Oskar II. nach Schweden. Am 26. April 1881 hatte das Schiff Verletzte von der Reede vor Schillig nach Wilhelmshaven zu bringen, als es an Bord der Mars zu einer Geschützexplosion kam. Am 7. Juli 1881 lief die Falke nach Westschottland aus, um dort der in Seenot geratenen Vandalia, einem Schiff der HAPAG, zu helfen. Die Falke wurde schließlich am 25. August 1881 wieder außer Dienst gestellt.
Im Jahr 1883 wurde das Schiff einer größeren Reparatur unterzogen. Nach deren Abschluss befand sich die Falke vom 2. bis zum 20. Oktober für Probefahrten im Dienst. Zudem befand sich in dieser Zeit auch der Admiralstab für eine Reise an Bord des Raddampfers. Erst 1886 folgte die erneute Indienststellung des Schiffs. Die Falke fand vom 24. März bis zum 30. September Verwendung als Fischereischutzschiff in der Nordsee sowie als Schulschiff für Maschinenpersonale. Vom 29. März bis zum 26. September 1887 war das Schiff erneut im Fischereischutz tätig. Dabei brachte es am 17. Mai den britischen Kutter Lady Goodwill auf, der die deutschen Hoheitsgewässer verletzt hatte.
Die letzte aktive Zeit begann für die Falke im April 1888. Das Schiff führte in der Folge mehrere Fahrten in der Nord- und der Ostsee durch, zu denen sich der Admiralstab ab Bord befand. Im September 1888 wurde die Falke schließlich letztmals außer Dienst gestellt. Am 18. November 1890 wurde der Raddampfer aus der Liste der Kriegsschiffe gestrichen. Das Schiff wurde 1892 für 18.000 Mark verkauft und anschließend abgewrackt.

## Technik
Der in Querspantbauweise ausgeführte eiserne Rumpf der Falke war in sechs wasserdichte Abteilungen gegliedert. Das Schiff war in der Konstruktionswasserlinie 77,5 m und insgesamt 78,4 m lang. Über die Radkästen war das Schiff 11,7 m breit, der Rumpf maß an seiner breitesten Stelle 8,56 m. Der Tiefgang variierte geringfügig zwischen 2,6 m vorn und 2,5 m achtern. Die Konstruktionsverdrängung der Falke betrug 1002 t, maximal verdrängte das Schiff 1230 t.

### Antrieb
Die Falke besaß eine zweizylindrige, oszillierende Dampfmaschine, die mit einem Dampfdruck von 1,33 atü arbeitete und 1.100 PSi leistete. Die Maschine wirkte auf zwei Seitenräder mit jeweils zehn Schaufeln und 6,55 m Durchmesser. Den nötigen Dampf erzeugten zwei mit Überhitzern ausgestattete Kofferkessel. Sie verfügten über jeweils drei Feuerungen. Als Brennstoff führte die Falke bis zu 200 t Kohle mit. Damit war sie in der Lage, 1400 sm mit einer Geschwindigkeit von 12 kn zurückzulegen. Als Höchstgeschwindigkeit erreichte der Raddampfer 15 kn. Zusätzlich zur Maschinenanlage verfügte die Falke auch über eine Schonertakelage. Diese diente aber lediglich der Unterstützung des Antriebes und war nicht für den alleinigen Vortrieb gedacht.

### Bewaffnung
Die Bewaffnung der Falke bestand anfangs aus zwei Ringkanonen des Kalibers 12,0 cm L/23. Diese Geschütze besaßen eine Reichweite von maximal 5 km. Für sie wurden 670 Schuss Munition mitgeführt. Im Verlauf ihrer Dienstzeit erhielt die Falke fünf Revolverkanonen der Bauart Hotchniss mit dem Kaliber 3,7 cm. Zudem war entsprechend der ursprünglich angedachten Verwendung eine Vorrichtung für den Einsatz von Schlepptorpedos vorhanden.

## Kommandanten
| 4. September bis 21. November 1870 | Korvettenkapitän Franz von Waldersee          |
| 19. Mai bis 10. Oktober 1875       | Korvettenkapitän Felix von Fischer-Treuenfeld |
| 7. Mai bis Oktober 1877            | Kapitänleutnant Richard von Koppy             |
| Oktober bis 5. November 1877       | Korvettenkapitän Martin Georgi                |
| 6. Mai bis 17. Juli 1878           | Kapitänleutnant Friedrich von Levetzow        |
| 1. April bis Juli 1879             | Kapitänleutnant Rudolph Dautwiz               |
| Juli bis August 1879               | Korvettenkapitän Johannes Meller              |
| August 1879 bis April 1881         | Kapitänleutnant Rudolph Dautwiz               |
| April bis 25. August 1881          | Kapitänleutnant Friedrich von Baudissin       |
| 2. bis 20. Oktober 1883            | unbekannt                                     |
| 24. März bis September 1886        | Korvettenkapitän Franz Junge                  |
| September 1886                     | Leutnant zur See Carl Grolp (in Vertretung)   |
| 29. März bis 26. September 1887    | Korvettenkapitän Wilhelm Geiseler             |
| April bis September 1888           | Kapitänleutnant Paul Graetschel               |